# Evan Stone
Evan Stone (Dallas, 18 luglio 1964) è un attore pornografico e regista statunitense, vincitore di numerosi premi.

## Biografia
Nato ad Ames, in Iowa, è stato cresciuto dal padre adottivo che lavorava come vigile del fuoco a Dallas. Nel 1982 si è laureato alla Gobles High School, giocando nel frattempo a football con i Western Michigan Broncos. Ha lavorato per pagarsi gli studi come autista nel settore edile, meccanico e addetto alla stazione di servizio.

## Carriera
Evan Stone è entrato nell'industria pornografica inizialmente come ballerino esotico, attività che ha svolto per oltre 10 anni. Nel 1997 ha girato le sue prime scene e nel 2001 ha vinto il suo primo AVN Awards come miglior attore. Nello stesso anno ottiene il premio come Male Performer of the Year, riconoscimento ottenuto anche nel 2008 e 2011, grazie ai quali è divenuto uno dei pochi attori premiato con ben tre premi in carriera.
Nel 2002 si è sposato con Jessica Drake, da cui ha tuttavia divorziato nel 2004. Occasionalmente ha lavorato fuori dal mondo del porno, come ad esempio nella serie The Liar (2007). Nel 2005 ha condotto un programma televisivo chiamato Spice Hotel sul canale Spice Live.
Nel 2011 la CNBC l'ha riconosciuto come una delle dodici più popolari dell'industria pornografica, peraltro l'unico uomo.

## Riconoscimenti
AVN Awards
- 2001 - Best Actor - Film per Adrenaline[3]
- 2001 - Male Performer of the Year[5]
- 2004 - Best Actor - Video per Space Nuts[6]
- 2006 - Best Actor - Video per Pirates[7]
- 2007 - Best Actor - Video per Sex Pix[8]
- 2008 – Best Group Sex Scene (film) per Debbie Does Dallas... Again con Stefani Morgan, Monique Alexander, Savanna Samson, Christian e Jay Huntington[9]
- 2008 - Male Performer of the Year[10]
- 2009 - Best Actor per Pirates II[11]
- 2011 - Male Performer of the Year[12]
- 2011 - Best Supporting Actor per Batman XXX: A Porn Parody[12]
- 2011 – Hall of Fame[13]

XBIZ Awards
- 2008 - Male Performer of the Year[14]
- 2010 - Acting Performance of the Year - Male per This Ain't Star Trek[15]

NightMoves Award
- 2001 -  Best Actor[16]
- 2006 - Best Actor[17]
- 2008 - Male Performer of the Year (Editor's Choice)[18]
- 2009 - Male Performer of the Year (Editor's Choice)[19]
- 2010 - Male Performer of the Year (Fan's Choice)[20]
- 2011 - Male Performer of the Year (Fan's Choice)[21]
- 2016 - National Lifetime Achievement Award[22]

XRCO Award
- 2000 - Best New Stud[23]
- 2001 - Male Performer of the Year[24]
- 2002 - Best Actor - Single Performance per Cap'N Mongo's Porno Playhouse[25]
- 2008 - Male Performer Of The Year[26]
- 2009 - Actor - Single Performance per Pirates II[27]
- 2010 - Male Performer Of The Year[28]
- 2010 – XRCO Hall of Fame[29]
- 2011 - Best Actor[30]

Fame Award
- 2008 - Favorite Male Star[31]
- 2009 - Favorite Male Star[32]
- 2010 - Favorite Male Star[33]

## Filmografia

### Attore
- Fan FuXXX 3 (1997)
- Queen's Challenge (1997)
- Trashy (II) (1997)
- Wet Dreams 1 (1997)
- California Cocksuckers 4 (1998)
- Dirty Dancers 15 (1998)
- Illusions (1998)
- Naked City (1998)
- Oriental Gems 1 (1998)
- Penitent Flesh (1998)
- Rage (1998)
- Real Sex Magazine 17 (1998)
- Shane's World 15: Banana Cream Pie (1998)
- Silk Panties (1998)
- Skin 14: Cuntrol (1998)
- Video Virgins Gold 1 (1998)
- Wicked Sex Party 1 (1998)
- Wind Song (1998)
- Ambrosia (1999)
- Asianatrix 2 (1999)
- Awakening (1999)
- Black Boots (1999)
- Blind Date (1999)
- Blondes (1999)
- Blue Matrix (1999)
- Born To Be Wild (1999)
- Brentwood Housewife Hookers (1999)
- Bustin' Into Las Vegas (1999)
- Bustout (1999)
- Car Wash Angels 2 (1999)
- Carnivorous (1999)
- Casa Bianca (1999)
- Casting Call 21 (1999)
- Club Godiva (1999)
- Complete Kobe (1999)
- Crazy From The Heat (1999)
- Devil Or Angel (1999)
- Dirty Dancers 17 (1999)
- Dream Master (1999)
- Electric Sex (1999)
- Epiphany (1999)
- Every Kind Of Sex Your Parents Never Taught You 2 (1999)
- Evil Eyes (1999)
- Exhibitionist 1 (1999)
- Final Exam (1999)
- Fire And Ice (1999)
- Fresh Flesh 6 (1999)
- Freshman Fantasies 18 (1999)
- Gang Bang Angels 5 (1999)
- Gang Bang Slut 6 (1999)
- Hardcore Hairdresser (1999)
- Hot Bods And Tail Pipe 12 (1999)
- How To Make A Woman Orgasm (1999)
- Inari AKA Filthy Whore (1999)
- Infelicity (1999)
- Intimate Expressions (1999)
- Intimate Memories (1999)
- Jail Babes 10 (1999)
- Jail Babes 7 (1999)
- Jail Babes 8 (1999)
- Jail Babes 9 (1999)
- Julie Meadows AKA Filthy Whore (1999)
- LA 399 (1999)
- Ladies Night Out 1 (1999)
- Loose Screw (1999)
- Midas Touch (1999)
- Millennium (1999)
- Miss Jackie's Full Service Salon (1999)
- Modern Love (1999)
- Neighborhood Gang Bang 2 (1999)
- North Pole 7 (1999)
- Nymph Fever 2 (1999)
- Paradise (1999)
- Perfect Pink 2: Purrfection (1999)
- Perfect Pink 3: Perfect Pink in Paris (1999)
- Perfect Sex (1999)
- Perfect Smiles (1999)
- Pickup Lines 36 (1999)
- Picture This (1999)
- Pretty Girls (1999)
- Principles Of Lust (1999)
- Queen Of Smut (1999)
- Raw Footage: Take One (1999)
- Real Friendly Girls (1999)
- Reunion (1999)
- Ritual (1999)
- S.M.U.T. 12 (1999)
- Sandwich Of Love 1 (1999)
- Secretary (1999)
- Sex Safari (1999)
- Shark (1999)
- Shay's World (1999)
- Skintight (1999)
- Something About Kylie (1999)
- Strange Magic (1999)
- Stray Cat (1999)
- Street Meat 3 (1999)
- Sweet Summer Sex Kittens (1999)
- This Year's Blonde Y2K (1999)
- Three (1999)
- To Catch a Cheat (1999)
- Topless Marathon Runner (1999)
- Trash Talking Coeds (1999)
- Turquoise Blue (1999)
- United Colors Of Ass 2 (1999)
- Up And Cummers 63 (1999)
- Video Virgins 45 (1999)
- Visions Of X (1999)
- Wicked Sex Party 2 (1999)
- Wicked Temptress (1999)
- Window (1999)
- 69th Sense (2000)
- Adrenaline (2000)
- After Dark (2000)
- American Nymphette 1 (2000)
- American Nymphette 2 (2000)
- Ass Angels 1 (2000)
- Barely Legal 8 (2000)
- Beast (2000)
- Behind the Scenes: Sex Island (2000)
- Being With Juli Ashton (2000)
- Best Friends (2000)
- Best of Perfect Pink 1 (2000)
- Blonde Brigade (2000)
- Bride On The Run (2000)
- Bunny Luv AKA Filthy Whore (2000)
- Candy Striper Stories 3 (2000)
- Captive (2000)
- Caribbean Undercover (2000)
- Caught on Tape 1 (2000)
- Charlie's Little Devils (2000)
- Cheat (2000)
- Collector (2000)
- Come Under My Spell (2000)
- Cult (2000)
- Dance Naked (2000)
- Dare (2000)
- Dark Angels (2000)
- Deep Inside Vicca (2000)
- Deviant (2000)
- Devil in Disguise (2000)
- Dirty Movies (2000)
- Dream Quest (2000)
- Erotica (2000)
- Fallen Star (2000)
- Farmer's Daughters Down on the Farm (2000)
- FarmersDaughters.com (2000)
- Fascination (2000)
- Fiesta (2000)
- Fleshtones (2000)
- Fling (2000)
- Gallery of Sin 2 (2000)
- Ghostly Desires (2000)
- Gladiator (2000)
- Goddess (2000)
- Goo Gallery 1 (2000)
- Good Time Charlee (2000)
- Hayride Honeys (2000)
- Her Secret Life (2000)
- Highway 2 (2000)
- Hook-ups (2000)
- House of Hooters (2000)
- In Tha House (2000)
- Indigo Nights (2000)
- Internal Affairs 3 (2000)
- It's a Wonderful Life (2000)
- Jail Babes 13 (2000)
- Jail Babes 14 (2000)
- Jill And Silvia Exposed (2000)
- Just 18 5 (2000)
- L.A. Unforgiven (2000)
- Legacy (2000)
- Les Vampyres 2 (2000)
- Lola AKA Filthy Whore (2000)
- Maya's Addiction (2000)
- Michael Zen's Perversions 2 (2000)
- Midsummer Night's Cream (2000)
- Morgan Sex Project 2 (2000)
- Naughty Nurses 4 (2000)
- Nymph Fever 3 (2000)
- Nymph Fever 4 (2000)
- Paradise Hole (2000)
- Party Trash (2000)
- Pirate Deluxe 12: Perversions of the Damned (2000)
- Playing Cupid (2000)
- Pornocide (2000)
- Primal Urge (2000)
- Pure Sin (2000)
- Puritan Magazine 24 (2000)
- Puritan Magazine 26 (2000)
- Puritan Magazine 27 (2000)
- Pussy Wars 2: Inside Asta (2000)
- Read My Lips (2000)
- Red Vibe Diaries 3 (2000)
- Rock Steady (2000)
- Secret World (2000)
- Senator's Wife (2000)
- Sex Across America 2 (2000)
- Sex Acts (2000)
- Sex Crimes (2000)
- Sex Island (2000)
- Sextasy (2000)
- Sexual Visions (2000)
- Sexy Sorority Initiations 3 (2000)
- Shades of Sex 1 (2000)
- Shadowland (2000)
- Shock Therapy (2000)
- Shrink Wrapped (2000)
- Smooth Operator (2000)
- Sorority Sex Kittens 4 (2000)
- Sorority Sex Kittens 5 (2000)
- Sperm Burpers 3 (2000)
- Submissive Little Sluts 8 (2000)
- Taboo Of Tarot (2000)
- Taken (2000)
- Ten Little Angels (2000)
- Thighs Wide Open (2000)
- Third Kiss (2000)
- Tingle (2000)
- Toe Story (2000)
- Trailer Trash Nurses 1 (2000)
- Trailer Trash Nurses 2 (2000)
- Trick Baby (2000)
- Underworld (2000)
- Up For Grabs (2000)
- Visage (2000)
- Voices (2000)
- Voodoo Lounge (2000)
- Watchers (2000)
- Week In The Life Of Jasmin St. Claire (2000)
- West Side (2000)
- Wet Dreams 6 (2000)
- Wet Dreams 7 (2000)
- Wet Dreams 8 (2000)
- Wicked Wishes (2000)
- Wolf's Tail (2000)
- Women in Control (2000)
- X Girls (2000)
- XRCO Awards 2000 (2000)
- Adult Video News Awards 2001 (2001)
- All The Rave (2001)
- American Nymphette 3 (2001)
- April in January (2001)
- Ass Angels 2 (2001)
- Bachelors (2001)
- Backseat Confidential (2001)
- Bad Habits (2001)
- Blind Date (2001)
- Blue Angel (2001)
- Book Of Casual Sex (2001)
- Captain Mongo's Porno Playhouse (2001)
- Chances (2001)
- Chic Boxing (2001)
- Club Kink (2001)
- Club Sin (2001)
- Creating Kate (2001)
- Czech-Mate (2001)
- Dangerous Obsession (2001)
- Dayton: Extreme Close Up (2001)
- Desire (2001)
- Devil Girl 1 (2001)
- Director's Cut (2001)
- Dream Love (2001)
- Ecstasy 6 (2001)
- Ecstasy Girls 3 (2001)
- Ecstasy Girls 5 (2001)
- Ecstasy Girls Raw and Uncensored 2 (2001)
- Emerald Rain (2001)
- Erotic Visions (2001)
- Euphoria (2001)
- Exposed (2001)
- Extreme Mat Fights 2 (2001)
- Extreme Pleasures (2001)
- Farmer's Daughters do Vegas (2001)
- Fetish Nation (2001)
- Filthy Little Whores 2 (2001)
- Flash (2001)
- Forbidden Lust (2001)
- Gallery of Sin 3 (2001)
- Game (2001)
- Geisha Gash 1 (2001)
- Get It in Gere (2001)
- Gina Ryder AKA Filthy Whore (2001)
- Gwen Summers AKA Filthy Whore (2001)
- Haunted (2001)
- Haven's Magic Touch 3 (2001)
- Hi Infidelity (2001)
- Hot Hot Summer (2001)
- Hung Wankenstein (2001)
- Icon (2001)
- In the Heat of De Nyle (2001)
- Industrial Sex (2001)
- In-flight Fantasies (2001)
- Invitation (2001)
- Jail Babes 19 (2001)
- Jessica Drake AKA Filthy Whore (2001)
- Jumping Track (2001)
- Kash (2001)
- Last Man Standing (2001)
- Let's Play Doctor (2001)
- Limbo (2001)
- Lipstick (2001)
- Lust Lies and Lingerie (2001)
- Lusty Bust Desires (2001)
- Mafioso (2001)
- Masquerade (2001)
- Match Maker (2001)
- Matchmaker (2001)
- Miss Orgasma (2001)
- More Than A Handful 10 (2001)
- Morgan Sex Project 5 (2001)
- Morgan Sex Project 6 (2001)
- Mrs. Right (2001)
- Naked Bodies (2001)
- Naked Hollywood 1: Faking It (2001)
- Naked Hollywood 2: Lust or Love (2001)
- Naked Hollywood 7: Never Can Say Goodbye (2001)
- Naked Hollywood 8: Women On Top (2001)
- Neon Bed (2001)
- Nice Neighbors (2001)
- Nikita Denise AKA Filthy Whore 1 (2001)
- Nina Ferrari AKA Filthy Whore (2001)
- Nymph Fever 5 (2001)
- Phantom Love (2001)
- Pimped by an Angel 1 (2001)
- Pimped by an Angel 2 (2001)
- Power Panties 1 (2001)
- Power Panties 2 (2001)
- Prisoner (2001)
- Private Sex Public Places (2001)
- Private XXX 14: Cum With Me (2001)
- Puritan Magazine 28 (2001)
- Puritan Magazine 29 (2001)
- Puritan Magazine 31 (2001)
- Quiver (2001)
- Rainwoman 15 (2001)
- Rainwoman 16 (2001)
- Re-enter Johnny Wadd (2001)
- Restless (2001)
- Rude Girls 4 (2001)
- Secrets 1 (2001)
- Sex Games (2001)
- Sexy Sirens (2001)
- Shagnet (2001)
- Signature Series 6: Nina Hartley (2001)
- Sky: Extreme Close Up (2001)
- Sophie Evans AKA Filthy Whore (2001)
- Stringers 3 (2001)
- Sweet Desires (2001)
- Tango (2001)
- Teri Weigel AKA Filthy Whore (2001)
- Things We Do For Love (2001)
- Think Pink (2001)
- Together Forever (2001)
- Touch Me (2001)
- Trailer Trash Nurses 3 (2001)
- True Colors (2001)
- Unreal (2001)
- Whispering Hearts (2001)
- Windows (2001)
- Women of the World (2001)
- Wonderland (2001)
- X Professionals (2001)
- XXX 2: Predators and Prey (2001)
- XXX 3: Euro Trash (2001)
- XXX 4: Sex In The Great Outdoors (2001)
- XXX White Trash (2001)
- Young Cheyenne (2001)
- Young Sluts, Inc. 1 (2001)
- 100% Anal 1 (2002)
- 100% Blowjobs 3 (2002)
- 100% Blowjobs 5 (2002)
- 100% Blowjobs 7 (2002)
- 2001: Big Bust Odyssey (2002)
- 5th Horseman (2002)
- Adult Video News Awards 2002 (2002)
- All Wrapped Up in Life (2002)
- American Girls 1 (2002)
- Arrangement (2002)
- Asia and Friends Exposed (2002)
- Ass Angels 3 (2002)
- Bachelor Party Girl (2002)
- Barfly (2002)
- Boobsville P.D. (2002)
- Boss (2002)
- Brainwash (2002)
- Breathless (2002)
- Brittney Skye AKA Filthy Whore (2002)
- Candy Striper Stories 5 (2002)
- Chatterbox (2002)
- Contract (2002)
- Crazy About Asians 3 (2002)
- Deep Inside Chloe (2002)
- Deep Inside Julie Meadows (2002)
- Deep Inside Sydnee Steele (2002)
- Devinn Lane Show 2: Less Talk More Action (2002)
- Double O Blonde (2002)
- Dripping Wet Sex 1 (2002)
- Dripping Wet Sex 3 (2002)
- Dripping Wet Sex 4 (2002)
- Eating Pousse' (2002)
- Ecstasy Girls Platinum 2 (2002)
- Erotic Intentions (2002)
- Ex-girlfriend's Club (2002)
- Farmer's Daughters do College (2002)
- Flesh Game (2002)
- Floss (2002)
- Fluffy Cumsalot, Porn Star (2002)
- For Women Only 1: Girls On Guys (2002)
- Gallery of Sin 6 (2002)
- Good Girl Bad Girl (2002)
- Gypsy Curse (2002)
- Hayseed (2002)
- Head Games (2002)
- Healing Touch (2002)
- Heart Breaker (2002)
- Heist 2 (2002)
- Hercules (2002)
- Hidden Desires (2002)
- High Desert Dream Girls (2002)
- Hot Dripping Pink (2002)
- Hot Spot (2002)
- Hot Wheelz (2002)
- Jerome Tanner's Vice Squad (2002)
- Jessica And Shayla Exposed In New Zealand (2002)
- Layla the Oriental Vixen (2002)
- Little Town Flirts (2002)
- Love at First Byte (2002)
- Magic Sex (2002)
- Melanie Jagger AKA Filthy Whore (2002)
- Midnight Librarians (2002)
- Naked Hollywood 10: One Night Stand (2002)
- Naked Hollywood 19: Happy Birthday, Baby (2002)
- Naughty Bedtime Stories 1 (2002)
- Nymph Fever 8 (2002)
- On The Set With Hannah Harper (2002)
- Paying The Piper (2002)
- Pin-up Girls (2002)
- Portrait of Sunrise (2002)
- Power of Love (2002)
- Princess Whore 1 (2002)
- Princess Whore 2 (2002)
- Private Moments (2002)
- Rainwoman 17 (2002)
- Role Models 3 (2002)
- Roommate From Hell (2002)
- Sexoholics (2002)
- Seymore Butts and the Girls Who Gobble Goo (2002)
- Shoe Store (2002)
- Sleaze Show (2002)
- Sweet 101 (2002)
- Taste of a Woman (2002)
- Too Many Blonde Moments (2002)
- Touched for the First Time (2002)
- Ultimate Firsts (2002)
- Uninhibited (2002)
- Un-protected Sex (2002)
- V-eight 7 (2002)
- Weekend Getaway (2002)
- Your Time is Up (2002)
- 10 Magnificent Blondes (2003)
- 100% Blowjobs 15 (2003)
- All At Once (2003)
- Amateur Angels 12 (2003)
- American Nymphette 6 (2003)
- Anal Kinksters 1 (2003)
- Anal Kinksters 2 (2003)
- Angelique (2003)
- Asylum (2003)
- Ball Busters (2003)
- Beat the Devil (2003)
- Behind Closed Doors (2003)
- Best of Keri Windsor (2003)
- Best of Shayla La Veaux (2003)
- Best of Tabitha Stevens 1 (2003)
- Big Ass Anal Exxxstravaganza (2003)
- Brainwash 2 (2003)
- Chasing Chloe (2003)
- Cotton Candy (2003)
- Dangerous Lives of Blondes 1 (2003)
- Dear Whore 1 (2003)
- Dear Whore 2 (2003)
- Debbie Does Dallas: The Revenge (2003)
- Deep Pink (2003)
- Delicious Pink (2003)
- Devinn Lane Show 5: Saving The Best For Last (2003)
- Dirty Dancers The Movie (2003)
- Double Dippin (2003)
- Double Fucked (2003)
- Dual Identity (2003)
- E-love Wanted (2003)
- Evan Essence (2003)
- Extreme Behavior 1 (2003)
- Funny Boners 2 (2003)
- Gonzo The Feature (2003)
- Good Time Girl (2003)
- Happy Ending (2003)
- Holly Hollywood AKA Filthy Whore (2003)
- Hooking (2003)
- Hook-ups 2 (2003)
- Hook-ups 3 (2003)
- I Dream Of Dolorian (2003)
- I'll Do Anything (2003)
- Improper Conduct (2003)
- In Defense (2003)
- Inside The Mind Of Chloe Jones (2003)
- Into Dreams (2003)
- Jack's Playground 2 (2003)
- Jack's Playground 6 (2003)
- Jessica's Place (2003)
- Jewel De'Nyle AKA Filthy Whore (2003)
- JKP Hardcore 1 (2003)
- Jodie Moore Explains The Universe (2003)
- La Femme Nikita Denise 2 (2003)
- Lay Me Down (2003)
- Looking for Love (2003)
- Love and Bullets (II) (2003)
- Love is War (2003)
- Loveless (2003)
- Match Play (2003)
- Metropolis (2003)
- Midnight Kiss (2003)
- Ms. Fortune (2003)
- Naked Hollywood 22: Goodbye (2003)
- Nurse Nasty (2003)
- Only the Best of Brianna Banks (2003)
- Only the Best of Models (2003)
- Perfect (2003)
- Possession (2003)
- Post Modern Love (2003)
- Pretty Girl (2003)
- Rawhide 1 (2003)
- Real Swift (2003)
- Savanna Scores (2003)
- Set On Sunrise (2003)
- Sex and Romance (2003)
- Sex for Sale (2003)
- Sex Lies And Desires (2003)
- Sexual Fantasy (2003)
- Signature Series 8: Mia Smiles (2003)
- Space Nuts (2003)
- Stripped: Carmen Luvana (2003)
- Surf Sand And Sex Too (2003)
- Sweetest Thing (2003)
- Tales From The Script 2 (2003)
- Taya: Extreme Close Up (2003)
- Tell Me What You Want 1 (2003)
- Tell Me What You Want 2 (2003)
- Tight Bottoms (2003)
- Trailer Trash Nurses 7 (2003)
- Truckstop Trixie (2003)
- Up And Cummers 117 (2003)
- V-eight 10 (2003)
- V-eight 8 (2003)
- Vicious Streak (2003)
- Virgin Porn Stars 3 (2003)
- Vortexxx (2003)
- Wedding (2003)
- What Girls Like (2003)
- White Hot (2003)
- Whore Hunters (2003)
- Wicked Sex Party 5 (2003)
- Wicked Sex Party 6 (2003)
- Without You (2003)
- XXX Factor (2003)
- Acting Out (2004)
- Adult Video News Awards 2004 (2004)
- Aftermath (2004)
- Agent (2004)
- All Natural Beauties (2004)
- Art Of Anal 2 (2004)
- Art Of Anal 3 (2004)
- Art of Double Penetration (2004)
- Art Of Oral Group Sex (2004)
- Artcore 2: Toilet Girl (2004)
- At Your Service (2004)
- Award Winning Sex Scenes (2004)
- Bare Stage (2004)
- Becoming Georgia Adair 2 (2004)
- Becoming Georgia Adair 3 (2004)
- Best of Tabitha Stevens 2 (2004)
- Bisexual Dreamgirls (2004)
- Blonde And Blonder (2004)
- Blowjob Mania (2004)
- Blue Angels 1: The Second Coming (2004)
- Blue Angels 2 (2004)
- Body Shock (2004)
- Bounce That Czech (2004)
- Burn (2004)
- Buttman's Tales From the Crack (2004)
- Cargo (2004)
- Cinema Obscura (2004)
- Civilian Sex (2004)
- Contract Star (2004)
- Control 2 (2004)
- Dawn (2004)
- Dear Whore 3 (2004)
- Dear Whore 4 (2004)
- Devil's Playground (2004)
- Diary of an Orgy (2004)
- Dinner Party 3: Cocktales (2004)
- Dirty Little Devils 1 (2004)
- Edge (2004)
- Emotions (2004)
- Exposed: Featuring Dee (2004)
- Extreme Behavior 3 (2004)
- Eye of the Beholder (2004)
- Faraway (2004)
- Figg's Fantasy (2004)
- Fluff And Fold (2004)
- Foot Work (2004)
- Forgetting The Girl (2004)
- Funny Boners 3 (2004)
- Girl Next Door 1 (2004)
- Girls Night Out In Tijuana (2004)
- Grand Theft Anal 6 (2004)
- Group Sex 4: Bottoms Up (2004)
- Haley Paige AKA Filthy Whore (2004)
- Hard And Deep (2004)
- Hard Candy (2004)
- Haulin' Ass (2004)
- Hell Or Bust (2004)
- Highway (2004)
- Housekeeper (2004)
- In Sex (2004)
- Innocence Perfect Pink (2004)
- Island Fever 3 (2004)
- Jack's Playground 12 (2004)
- Jack's Playground 16 (2004)
- Jack's Playground 17 (2004)
- Jack's Playground 18 (2004)
- Jaded (2004)
- Jennifer Luv AKA Filthy Whore (2004)
- Key Party (2004)
- Killer Sex and Suicide Blondes (2004)
- Kira At Night (2004)
- L'affaire (2004)
- Last Girl Standing (2004)
- Latin Fantasies (2004)
- Loads of Fun (2004)
- Love 'em Or Leave 'em (2004)
- Love Hurts (2004)
- Love Sucks (2004)
- Maneater (2004)
- Masseuse 1 (2004)
- Misty Beethoven: The Musical (2004)
- Mood Ring (2004)
- New Girl (2004)
- News Girl (2004)
- Nina Hartley's Guide to Double Penetration (2004)
- Nymph Fever 9 (2004)
- One Night In Vegas (2004)
- Over Her Head (2004)
- Pandora Dreams AKA Filthy Whore (2004)
- Payback (2004)
- Pillow Talk (2004)
- Pimped by an Angel 4 (2004)
- Please Cum Inside Me 17 (2004)
- Poke Her (2004)
- Ring Me Up! (2004)
- Road Trixxx 1 (2004)
- Say Aloha To My A-hola (2004)
- Scandal (2004)
- Scene Study (2004)
- School Of Porn (2004)
- Skin Trade (2004)
- Stiletto (2004)
- Stormy Romance (2004)
- Tales From The Script 3 (2004)
- Teen Angel (2004)
- Tell Me What You Want 3 (2004)
- Tell Me What You Want 4 (2004)
- Ticket 2 Ride (2004)
- Undertow (2004)
- Unlovable (2004)
- Viewer Discretion (2004)
- Wet Nurse (2004)
- Who Wants to Marry Me (2004)
- Woman's World (2004)
- Wrong Girl (2004)
- $2 Bill (2005)
- 31 Flavors (2005)
- Anal Driller 5 (2005)
- Anal Incorporated (2005)
- Anal Sinsations (2005)
- And The Envelope Please Tawny Roberts (2005)
- Art of Love (2005)
- Auditioning (2005)
- Bald Beaver Blast (2005)
- Barnyard Babes (2005)
- Beauty and the Bodyguard (2005)
- Beef Eaters 2 (2005)
- Big Gorgeous Breasts 2 (2005)
- Bigger the Better 1 (2005)
- Blondes Deluxxxe (2005)
- Bottoms Up 2 (2005)
- Busty Beauties 17 (2005)
- Centerfold Secrets (2005)
- Circus (2005)
- Closer (2005)
- Contractor 1 (2005)
- Conviction (2005)
- Cotton Panties Half Off (2005)
- Cum Beggars 3 (2005)
- Dance Party (2005)
- Dark Angels 2: Bloodline (2005)
- Dark Sins (2005)
- De-Briefed 1 (2005)
- De-Briefed 2 (2005)
- Desperate Housewhores 1 (2005)
- Desperate Housewhores 2 (2005)
- Desperate Housewhores 3 (2005)
- Dirty Movie (2005)
- Dirty Nasty Anal Sluts (2005)
- Doc MaCock (2005)
- Doggy Style (2005)
- Double Decker Sandwich 7 (2005)
- Double Penetration 2 (2005)
- Dr. Lenny's Favorite Anal Scenes (2005)
- Drive Thru 4 (2005)
- Erotica NZ (2005)
- Erotik (2005)
- Fanta-Sin (2005)
- Farmer's Daughters Take it Off (2005)
- Fishnets 3 (2005)
- Five People You Meet in Porn (2005)
- Fly Spice: Pacific Rimmed (2005)
- Forever Stormy (2005)
- Freeze Frame (2005)
- Full Service Fuckers (2005)
- Groupie (2005)
- Harlequin (2005)
- Hate: A Love Story (2005)
- Head Master 2 (2005)
- Heeeeere's Dasha (2005)
- Here's The Thing About My Blowjobs (2005)
- Hook-ups 10 (2005)
- HotSex.com (2005)
- Hungry For Ass (2005)
- Image Of Sex (2005)
- Innocence Wet (2005)
- Jack's My First Porn 4 (2005)
- Jack's Playground 24 (2005)
- Jack's Teen America 14 (2005)
- Janine's Been Blackmaled (2005)
- Janine's Got Male (2005)
- Jenna's Tough Love (2005)
- Juicy G-spots 3 (2005)
- Kiss Me Stupid (2005)
- Latex Oil Fights 2 (2005)
- Lauren Phoenix AKA Filthy Whore (2005)
- Lexie Marie: Extreme Close Up (2005)
- Lick Clique (2005)
- Look What's Up My Ass 5 (2005)
- Look What's Up My Ass 7 (2005)
- Lovers Lane (2005)
- Lusting for Latinas (2005)
- Magic Night With Art (2005)
- Mountain High (2005)
- My Hero (2005)
- Naughty Bits (2005)
- Neighbors (2005)
- New Royals: Mercedez (2005)
- New Trix 3 (2005)
- Nina Hartley's Guide to Threesomes: Two Guys and a Girl (2005)
- No No Brianna (2005)
- Pirates (2005), regia di Joone
- Polarity (2005)
- Posh Kitten (2005)
- Reunion (2005)
- Ride 'em Hard (2005)
- Rookie (2005)
- Ropes On The Run (2005)
- Samurai Knights (2005)
- Screamin For Semen 1 (2005)
- Second Thoughts (2005)
- Secrets of the Hollywood Madam 2 (2005)
- Sensual Image (2005)
- Sex Addicts: They Can't Control Themselves (2005)
- Sex Pix (2005)
- Sexual Auditions (2005)
- Shameless (2005)
- She Sucks (2005)
- Signature Series 12: Carmen Luvana (2005)
- Signature Series 14: Violet Blue (2005)
- Spending The Night With Savanna (2005)
- Taboo: Foot Frenzy (2005)
- Teagan: All American Girl (2005)
- Teen Cum Squad 4 (2005)
- Tight and Fresh 3 (2005)
- Torn (2005)
- True Hollywood Twins (2005)
- True Porn Fiction (2005)
- Two Hot (2005)
- University Of Austyn 1 (2005)
- Villa (2005)
- VIP 54 (2005)
- Visitors (2005)
- What's A Girl Gotta Do (2005)
- Wicked Sex Party 7 (2005)
- Wonderland (2005)
- Zipless (2005)
- 24 Hours of Sex (2006)
- Agency (2006)
- All About Keri (2006)
- All Star Anal (2006)
- Anal Adventures 2 (2006)
- Anal Biker Bitches (2006)
- Aphrodisiac (2006)
- Art Of Ass 5 (2006)
- Asian Sinsations (2006)
- Assassin 4 (2006)
- Bad Wives (2006)
- Barely Legal 60 (2006)
- Barely Legal 63 (2006)
- Becoming Carmen Hart (2006)
- Big Titties 4 (2006)
- Big Titty Woman 3 (2006)
- Blowin Loads (2006)
- Blowjob 2 Blowjob (2006)
- Blush (2006)
- Bodies in Heat (2006)
- Breast Obsessed (2006)
- Brooke Banner AKA Filthy Whore (2006)
- Busty Beauties: Tit Fucking Vixens (2006)
- Butt Gallery 6 (2006)
- Carmen's Dirty Secrets (2006)
- Cash And Carey (2006)
- Christmas in Memphis (2006)
- Da Vinci Load 1 (2006)
- Dark Side of Mya Luanna (2006)
- Decades (2006)
- Delicious (2006)
- Desperate Housewhores 4 (2006)
- Dirty Love (2006)
- Double Shocker 3 (2006)
- Dreamgirl (2006)
- Duality (2006)
- Early Entries 6 (2006)
- Federal Breast Inspectors (2006)
- Fishnets 4 (2006)
- Fresh Foxes 1 (2006)
- Fresh Jugs 3 (2006)
- Fucking in the Name of Science (2006)
- Heat Wave (2006)
- History Of Porn (2006)
- Hittin It Deep (2006)
- Hitting It From Behind (2006)
- Hook-ups 11 (2006)
- How Far Will You Go (2006)
- I'm a Tease 1 (2006)
- I'm a Tease 2 (2006)
- In the End Zone (2006)
- Incredible Expanding Vagina (2006)
- Indecent Radio (2006)
- Interactive Sex with Courtney Cummz (2006)
- Island Fever 4 (2006)
- Jack's Big Ass Show 4 (2006)
- Jenna's Provocateur (2006)
- Just Like That (2006)
- Kill Jill 1 (2006)
- Krystal Therapy (2006)
- Laid In Japan (2006)
- Land of the Amazons (2006)
- Latin Sinsations (2006)
- Latina Anal Heartbreakers (2006)
- Lessons in Love (2006)
- Love is Blue (2006)
- Make Love To My Ass (2006)
- Mary Carey on Fire (2006)
- Million Dollar Ass 4 (2006)
- Missionary Impossible (2006)
- My Evil Twin (2006)
- Myne Tease 4 (2006)
- MyXXXPornSpace.com (2006)
- Nantucket Housewives (2006)
- Nina Hartley's Guide to the Ultimate Sex Party (2006)
- O: The Power of Submission (2006)
- Oral Support (2006)
- Peep Show (2006)
- Petals (2006)
- Pillow Talk (2006)
- Power Lines (2006)
- Promises of the Heart (2006)
- Pulp Friction (2006)
- Rawditions 1 (2006)
- Rawditions 2 (2006)
- Reunion (2006)
- Riding Red Necks (2006)
- Roughed Up (2006)
- Sex Whisperer (2006)
- Sexpose' 4: Tiffany Taylor (2006)
- Sexual Multiplicity (2006)
- Slant Eye for the Straight Guy 3 (2006)
- Smother Sisters (2006)
- Squirt Girl (2006)
- Stripped (2006)
- Studio 69 (2006)
- Tailgunners (2006)
- Teen America (2006)
- That's Hot (2006)
- Time For Briana (2006)
- Turbo Charged And Ass Blasted (2006)
- Tycoon (2006)
- Ultrapussy (2006)
- Unwritten Love (2006)
- What Are Friends For (2006)
- White Poles In Dark Holes (2006)
- Who's Your Daddy 8 (2006)
- World Poke Her Tour (2006)
- Yours Truly (2006)
- 1 On 1 1 (2007)
- 2 Hot 2 Handle (2007)
- Alphabet (2007)
- Anal Cream Pie Assault (2007)
- Anal MILFS Know How To Do It Best 2 (2007)
- Another Man's Wife (2007)
- Be Here Now (2007)
- Big City Nights (2007)
- Big Tit Working Gals: 40 Plus (2007)
- Blonde Legends (2007)
- Breaking and Entering (2007)
- Burnt Fury (2007)
- Cassidey's Day Off (2007)
- Come As You Please (2007)
- Compulsion (2007)
- Contractor 2 (2007)
- Creamery (2007)
- Da Vinci Load 2 (2007)
- Daddy I'm a Pornstar Now (2007)
- Debbie Does Dallas... Again (2007)
- Desperate MILFs In Training (2007)
- Diary of a Nanny 3 (2007)
- Dirty Pretty Lies (2007)
- Double Violation (2007)
- Dripping Wet (2007)
- Driven (2007)
- Eden (2007)
- Educating Nikki (2007)
- Erotic Adventures of Nikki Nine (2007)
- Erotic Aftershock (2007)
- Fables Tales of Erotic Fantasy (2007)
- Fabulous (2007)
- Fan Sexxx: Silver Rain (2007)
- Flawless 8 (2007)
- Foreplay (2007)
- Frankencock (2007)
- Fresh Pussy 5 (2007)
- Fresh Pussy 6 (2007)
- Guilty (2007)
- Hannah Harper Anthology (2007)
- Hot Sauce 5 (2007)
- Hustler Hardcore Vault 6 (2007)
- In Your Dreams (2007)
- Internal Injections 1 (2007)
- Jesse Jane: Scream (2007)
- Kayden's First Time (2007)
- Kill Jill 2 (2007)
- Kribs (2007)
- Kung Fu Nurses A Go-Go 1 (2007)
- Layout (2007)
- Letters To An Angel (2007)
- Love Life (2007)
- Love To Fuck 3 (2007)
- Mamacitas 10 (2007)
- Master of Perversion (2007)
- MILF Bonanza 4 (2007)
- Minority Rules 1 (2007)
- Missing Persons (2007)
- Mouth (2007)
- Mouth 2 Mouth 10 (2007)
- My Girlfriend's a Vampire (2007)
- Naughty Bookworms 10 (2007)
- Naughty Bookworms 9 (2007)
- Naughty Flipside 2: Roxy DeVille (2007)
- Naughty Nanny 1 (2007)
- Neighbor Affair 7 (2007)
- New To The Game 1 (2007)
- New To The Game 2 (2007)
- Nina Hartley's Advanced Guide to Anal Sex for Men and Women (2007)
- Nina Hartley's Guide to Stripping for Your Partner (2007)
- Off the Hook (2007)
- One (2007)
- Pay or Play (2007)
- Perfect Match (2007)
- Pop Star (2007)
- Porn Valley (2007)
- Potty Mouth (2007)
- Rack It Up 1 (2007)
- Reflexxxions (2007)
- Reform School Girls 2 (2007)
- Reform School Girls 3 (2007)
- Roxy Jezel: Shagaholic (2007)
- Sex Addicts 3 (2007)
- Sex Addicts: She Gotta Have it Here (2007)
- Shameless (2007)
- Slime Ballin' 2 (2007)
- Slippery When Wet (2007)
- Spring Chickens 19 (2007)
- Spunk'd the Movie (2007)
- Stood Up (2007)
- Sunrise Adams' Guide to Best Blowjobs (2007)
- Sunshine Highway (2007)
- Taboo 23 (2007)
- Tantric Sex Secrets (2007)
- Tease Before the Please 1 (2007)
- Uniform Behavior (2007)
- Upload (2007)
- Wild Cherries 4 (2007)
- 1 Night In Jail (2008)
- 1 On 1 2 (2008)
- 59 Seconds (2008)
- All About Anal 5 (2008)
- All About Eva Angelina (2008)
- Anal Maniacs (2008)
- Anal Sex 4 Dummys (2008)
- Anally Yours... Love, Brooke Haven (2008)
- Angel Face (2008)
- Angelina Armani: The Big Hit (2008)
- ATM Guzzlers (2008)
- Barefoot Confidential 53 (2008)
- Barefoot Confidential 55 (2008)
- Barefoot Confidential 57 (2008)
- Behind the Cyber Door (2008)
- Bree's Beach Party 1 (2008)
- Bree's Slumber Party (2008)
- Bring Me the Head of Shawna Lenee (2008)
- Burn (2008)
- Busted: Hidden Camera Sex (2008)
- Carpool (2008)
- Cheap Booze and Cigarettes (2008)
- Chemistry 4 (2008)
- Chica Boom 47 (2008)
- Chica Boom 48 (2008)
- Control 9 (2008)
- Dawg: The Black Booty Hunter (2008)
- Desperate Housewhores: More Than A MILF (2008)
- Fired (2008)
- Fleshdance (2008)
- Foxtrot (2008)
- Fresh Young Asses 3 (2008)
- Frosty The Snow Ho (2008)
- Greedy Girl 1 (2008)
- Greedy Girl 2 (2008)
- Hot Sauce 6 (2008)
- Housewives of Amber Lane 1 (2008)
- I Fucked My Teacher (2008)
- Icon (2008)
- Jack's Redhead Adventure (2008)
- Kayden Exposed (2008)
- Kayden's Krossfire (2008)
- Last Rose (2008)
- Mating Season (2008)
- Miles From Needles (2008)
- MILF Hookers 2 (2008)
- Minority Rules 4 (2008)
- Mommy Rearest (2008)
- Monster Tit Sex Zombies (2008)
- More Than A Handful 17 (2008)
- Mouth 2 Mouth 11 (2008)
- My Sister's Hot Friend 11 (2008)
- Need For Seed 2 (2008)
- Nikki Jayne Experiment (2008)
- Not Rated Pro Wrestling 1 (2008)
- Not Rated Pro Wrestling 2 (2008)
- Not Rated Pro Wrestling 3: Battle In Bakersfield (2008)
- Not The Bradys XXX: Marcia Marcia Marcia (2008)
- Old Geezers Young Teasers 2 (2008)
- Other Side of Sunny (2008)
- Perils of Paulina (2008)
- Perverted (2008)
- Phat Ass Tits 5 (2008)
- Picturesque (2008)
- Pirates II: Stagnetti's Revenge (2008), regia di Joone
- Pornstars Like It Big 4 (2008)
- Possessed By Sex (2008)
- Rack It Up 2 (2008)
- Rise (2008)
- Sassy Latinas 1 (2008)
- Shooting Savanna (2008)
- Sounds of Obsession (2008)
- Spring Chickens 20 (2008)
- Stalker (2008)
- Stop Staring (2008)
- Stuff Dreams are Made Of (2008)
- Sugar (2008)
- Surrender of O (2008)
- Sweat 1 (2008)
- Taboo: Taking Control (2008)
- Take It Off (2008)
- Tease Before The Please 2 (2008)
- Teen MILF 3 (2008)
- Tennis Ballin' RXF (2008)
- Tera Goes Gonzo (2008)
- That Voodoo That You Do (2008)
- This Ain't the Munsters XXX (2008)
- Throat: A Cautionary Tale (2008)
- Thrust (2008)
- Top Shelf 1 (2008)
- Tristan Taormino's Expert Guide to the G Spot (2008)
- Unfaithfully Yours (2008)
- Wet Dreams (2008)
- When MILFs Attack (II) (2008)
- Who's Nailin' Paylin? (2008), regia di Jerome Tanner
- Wicked (2008)
- Wild Cherries 5 (2008)
- Young and Juicy Big Tits 5 (2008)
- 8th Day (2009)
- AJ Bailey Experiment (2009)
- AJ Bailey is Tight (2009)
- All About Eva Angelina 2 (2009)
- Angelina Armani: Overcome (2009)
- Anytime Anywhere (2009)
- Ass Watcher 6 (2009)
- Asscar (2009)
- Bad News Bitches 4 (2009)
- Barefoot Confidential 58 (2009)
- Barefoot Confidential 59 (2009)
- Barefoot Confidential 60 (2009)
- Barefoot Confidential 61 (2009)
- Barefoot Confidential 62 (2009)
- Barefoot Confidential 63 (2009)
- Barely Legal Glory Holes (2009)
- Being Jenna (2009)
- Big Tits at Work (2009)
- Blonde and Brilliant (2009)
- Bree's Anal Invasion (2009)
- Bree's Big Screw Review (2009)
- Cheers: A XXX Parody (2009)
- Chicks Gone Crazy (2009)
- Confessions of a Cam Girl (2009)
- Count Rackula (2009)
- Crock of Love (2009)
- Diary of a Horny Housewife (2009)
- Dirty Cam Sluts 3 (2009)
- Dreams of Sunrise (2009)
- Fleshed Out (2009)
- Forbidden (2009)
- Fresh Outta High School 20 (2009)
- Friends: A XXX Parody (2009)
- Grand Theft Orgy 2 (2009)
- Hardcore Circus (2009)
- Hillary Loves Jenna (2009)
- Hollywood Whore (2009)
- I Am Eighteen 1 (2009)
- Impure Hunger (2009)
- In the Butt 3 (2009)
- Kayden and Rocco Make a Porno (2009)
- Kayden's Frisky Business (2009)
- Lifestyle (2009)
- Long Shlongs 2 (2009)
- Monster Cock Junkies 5 (2009)
- My Friends Are Fucking My Mom 3 (2009)
- Naughty Bookworms 17 (2009)
- Ninn Wars 1 (2009)
- Ninn Wars 2 (2009)
- Not Airplane XXX: Flight Attendants (2009)
- Not Airplane XXX: Flight Attendants (new) (2009)
- Not Airplane XXX: Flight Attendants (new) (new) (2009)
- Not Monday Night Football XXX (2009)
- Not The Cosbys XXX 1 (2009)
- Nurses 1 (2009)
- Operation: Tropical Stormy (2009)
- Pinch (2009)
- Play With Me (2009)
- Pussy A Go Go (2009)
- Rawhide 2 (2009)
- Raylene's Dirty Work (2009)
- Real Big Tits 2 (2009)
- Riley Steele: Honey (2009)
- Riley Steele: Scream (2009)
- Scarlet Manor (2009)
- Scary Big Dicks 2 (2009)
- Seinfeld: A XXX Parody (2009)
- Sex Files: A Dark XXX Parody (2009)
- Sex for Grades 1 (2009)
- Sleazy Riders (2009)
- Stoya: Scream (2009)
- Stoya: Workaholic (2009)
- Stroke It (2009)
- Tattoo'd And Taboo'd (2009)
- Teachers (2009)
- This Ain't Gilligan's Island XXX (2009)
- This Ain't Star Trek XXX 1 (2009)
- Titter (2009)
- TV's Greatest Parody Hits (2009)
- Uncontrollable (2009)
- Virtual Vivid Girl: Sunrise Adams (2009)
- Wet Vignettes (2009)
- WKRP In Cincinnati: A XXX Parody (2009)
- Young Girls Next Door (2009)
- Young Latin Ass 7 (2009)
- Young Latinas 2 (2009)
- 2 Chicks Same Time 8 (2010)
- 30 Dirty Years (2010)
- Alice (2010)
- All About Anal (2010)
- American Made: Alexis Ford (2010)
- Amy Fisher is Sex (2010)
- Anal Junkies On Cock 2 (2010)
- Asian Erotic Dreams (2010)
- A-Team XXX (2010)
- Babysitter Diaries 4 (2010)
- Bad Girls 3 (2010)
- Bangin in the Woods (2010)
- Bangkok Wives (2010)
- Barefoot Confidential 64 (2010)
- Barefoot Confidential 65 (2010)
- Barefoot Confidential 66 (2010)
- Barefoot Confidential 67 (2010)
- Barely Legal Cumming Of Age 3 (2010)
- Bartenders (2010)
- Batman XXX: A Porn Parody (2010), regia di Axel Braun
- Best Little Cocksuckers (2010)
- Best of Nina Hartley 1 (2010)
- Big Boob Carwash 1 (2010)
- Big Breast Nurses 5 (2010)
- Big Butt Cowgirl Pinups (2010)
- Big Lebowski: A XXX Parody (2010)
- Big Tit Perverts (2010)
- BJ's In PJ's 1 (2010)
- Booby Patrol (2010)
- Bus Stop Girls (2010)
- Bus Stop Girls 2 (2010)
- Chatroom (2010)
- Cheating Housewives 7 (2010)
- Contessa's Chateau of Pleasure (2010)
- Creature Feature (2010)
- Cuckold's POV (2010)
- Cum Eating Cuckolds 15 (2010)
- Cum Glazed 1 (2010)
- Debbie Duz Dishes Again (2010)
- Deviance 2 (2010)
- Devil in Miss Jones: The Resurrection (2010)
- Don't Tell My Wife I'm Banging My Secretary (2010)
- Dripping Inside (2010)
- Dude I Banged Your Sister 2 (2010)
- Feed The Models 2 (2010)
- Feet First (2010)
- Fly Girls (2010)
- Foot Fetish Daily 1 (2010)
- Friends And Family 1 (2010)
- Girlvert 19 (2010)
- Glamorous (2010)
- Go Big Or Go Home (2010)
- Home Improvement XXX (2010)
- Hot Anal Adventures (2010)
- Human Sexipede (2010)
- Inertia (2010)
- It Starts With a Kiss (2010)
- Joanna's Angels 3 (2010)
- Kick Ass Chicks 73: Cheerleaders (2010)
- Kick Ass Chicks 88: Big Boobie Brunettes (2010)
- Latin Adultery 12 (2010)
- Looks Like Fun (2010)
- Malibu Massage Parlor 1 (2010)
- Monique's Lost Footage (2010)
- Monster Dicks In Little White Chicks (2010)
- My Boss' Daughter (2010)
- Naughty Nanny 3 (2010)
- Nikki's House (2010)
- Office Romance (2010)
- Opposites Attract (2010)
- Pay Me In Cum (2010)
- Playgirl's Hottest Country Loving (2010)
- Real Big Tits 4 (2010)
- Registered Nurse 3 (2010)
- Roommate (2010)
- Saw: A Hardcore Parody (2010)
- Scary Big Dicks 3 (2010)
- Scary Big Dicks 4 (2010)
- Secretary's Day 4 (2010)
- Sex After Dark (2010)
- Sex and the City: The Original XXX Parody (2010)
- Sex Crimes (2010)
- Sex Girlz (2010)
- Sex Obsessed (2010)
- Sex Shop (2010)
- Sisters Who Sin (2010)
- Slut Camp 1 (2010)
- Supertail and the Evil Wang (2010)
- Sweet Nasty Pleasures 3 (2010)
- Sweet Pussy (2010)
- Take Her Easy (2010)
- Taxi: A Hardcore Parody (2010)
- Teachers with Tits (2010)
- Teen Confessions (2010)
- Teen Glazing (2010)
- Teens For Cash 17 (2010)
- Teens For Cash 19 (2010)
- This Ain't Avatar XXX (2010)
- This Ain't Cops XXX (2010)
- This Ain't Dirty Jobs XXX (2010)
- This Ain't Star Trek XXX 2: The Butterfly Effect (2010)
- This Ain't Two and a Half Men (2010)
- Tiger's Got Wood (2010)
- Tight, Fresh & Loves Anal (2010)
- Tori Black Superstar (2010)
- Tristan Taormino's Expert Guide to Advanced Fellatio (2010)
- Tristan Taormino's Expert Guide to Female Orgasms (2010)
- Twilight Zone Porn Parody (2010)
- Tyler's Wood (2010)
- Victoria's Dirty Secret (2010)
- Warden's Daughter (2010)
- Wham Bam 1 (2010)
- Wife Swapping (2010)
- Women Who Want Sex (2010)
- Adam And Eve's Guide to Bondage (2011)
- Addams Family: An Exquisite Films Parody (2011)
- Allie Haze: True Sex (2011)
- American Dad XXX: An Exquisite Films Parody (2011)
- American Squirter (2011)
- Assrageous (2011)
- Babe Runner (2011)
- Babysitter 5 (2011)
- Babysitters 2 (2011)
- Backdoor to Chyna (2011)
- Barefoot Confidential 68 (2011)
- Barefoot Confidential 69 (2011)
- Barefoot Confidential 70 (2011)
- Barefoot Confidential 71 (2011)
- Behind The Porn (2011)
- Betrayal (2011)
- Big Bodacious Tatas 3 (2011)
- Big Boob Blondes (2011)
- Big Breast Nurses 6 (2011)
- Brand New Faces 30 (2011)
- Brand New Faces 34 (2011)
- Brazzi-leaks.cum (2011)
- Busty Beauties: The A List 6 (2011)
- Captain America XXX: An Extreme Comixxx Parody (2011)
- Caught from Behind (2011)
- Couples Bang the Babysitter 6 (2011)
- Dirty Kinky Fun (2011)
- Dude, I Banged Your Mother 2 (2011)
- Dude, I Banged Your Mother 3 (2011)
- Face Paste (2011)
- Fatal Seduction (2011)
- Father Figure 1 (2011)
- Filthy Family 2 (2011)
- Foot Fetish Daily 5 (2011)
- Foot Fetish Daily 7 (2011)
- Foot Fuckers (2011)
- Friends And Family 2 (2011)
- Graduate XXX (2011)
- Here Cums the President (2011)
- Hollywood Icons Come to Life (2011)
- Hot Sexy Tamales (2011)
- I'm Young, Dumb And Thirsty For Cum 4 (2011)
- Jailhouse Heat 3D (2011)
- Just Jenna 2 (2011)
- Justice League Of Pornstar Heroes (2011)
- Katwoman XXX (2011)
- Kick Ass Chicks 85: Big Boobie Blondes (2011)
- Kick Ass Chicks 86: Charlie's Goddesses (2011)
- Kick Ass Chicks 89: Blonde and Tan (2011)
- Kick Azz: A XXX Parody (2011)
- Killer Bodies: The Awakening (2011)
- Kinky Sex (2011)
- Kung Fu Beauty 2 (2011)
- Latinas Love Caliente Creampies 5 (2011)
- Like Father Like Son 2 (2011)
- Massage School Girls 2 (2011)
- Massaged, Oiled And Fucked (2011)
- Masseuse 1 (II) (2011)
- MILF Massage Team (2011)
- Mork And Mindy: A XXX Porn Parody (2011)
- My Daughter's Boyfriend 5 (2011)
- My Girlfriend's Mother 2 (2011)
- My Wife's Hot Friend 11 (2011)
- My Wife's Hot Friend 9 (2011)
- Naughty Bookworms 21 (2011)
- Naughty Bookworms 22 (2011)
- Naughty Bookworms 24 (2011)
- Naughty Rich Girls 4 (2011)
- Neighbor Affair 11 (2011)
- Not Airplane XXX: Cockpit Cuties (2011)
- Nothing But Sexxx 2 (2011)
- Office Perverts 7 (2011)
- Office Seductions 3 (2011)
- Official Hogan Knows Best Parody (2011)
- OMG It's the Nanny XXX Parody (2011)
- Only The Best Of Sunrise Adams (2011)
- Orgasm (2011)
- Orgy: The XXX Championship (2011)
- Orientation (2011)
- Our Little Secret (2011)
- Passionate Pleasures (2011)
- Real Big Tits 6 (2011)
- Recipe For Romance (2011)
- Rough Sex 3: Adrianna's Dangerous Mind (2011)
- Saturday Night Fever XXX: An Exquisite Films Parody (2011)
- Scooby Doo: A XXX Parody (2011)
- Scream XXX: A Porn Parody (2011)
- Secretary 2 (2011)
- Sexdrive 4 (2011)
- Sexual Makeover (2011)
- Shyla Stylez Superstar (2011)
- Simpsons: The XXX Parody (2011)
- Sinful Seductions (2011)
- Sister Wives XXX: A Porn Parody (2011)
- Slut Camp 2 (2011)
- Superman XXX: A Porn Parody (2011)
- Superstar Talent (2011)
- Surreal Sex 4 (2011)
- Tanner Mayes Is A Dirty Girl (2011)
- Taxi Driver: A XXX Parody (2011)
- Teagan Presley: The S!x (2011)
- Teases and Pleases 2 (2011)
- That's What Dads Are For (2011)
- This Ain't American Chopper XXX (2011)
- This Ain't Cougar Town XXX (2011)
- This Ain't Dracula XXX (2011)
- This Ain't Ghostbusters XXX (2011)
- Tits (2011)
- TSA: Your Ass Is in Our Hands (2011)
- Twilight The Porno and Other XXX Parodies (2011)
- Vivid's 102 Cum Shots (2011)
- Vivid's Cum Masters (2011)
- Watching You 3 (2011)
- Wealth and Deception (2011)
- Who's Nailin Palin 2 (2011)
- Wicked Digital Magazine 3 (2011)
- Wicked Digital Magazine 4 (2011)
- Wife Switch 13 (2011)
- Women at Work 1 (2011)
- All Star Celebrity XXX: Jynx Maze (2012)
- Authority Figures (2012)
- Avengers XXX: A Porn Parody (2012)
- Babysitter 6 (2012)
- Barb Wire XXX (2012)
- Barefoot Confidential 72 (2012)
- Barely Legal 132 (2012)
- Batgirl XXX: An Extreme Comixxx Parody (2012)
- Big Ass Jack Off (2012)
- Busty Beauties: Car Wash (2012)
- Busty Sweethearts 3 (2012)
- Chyna is Queen of the Ring (2012)
- Classic TV Superfuckers (2012)
- College Girls (2012)
- Corrupt Schoolgirls 3 (2012)
- Couples Bang the Babysitter 7 (2012)
- Couples Seeking Teens 9 (2012)
- Crazy Sex (2012)
- Cuntry Girls (2012)
- Deep Tushy Massage 3 (2012)
- Desperate Mothers and Wives 12 (2012)
- Exchange Student 3 (2012)
- Exchange Student 4 (2012)
- Father Figure 3 (2012)
- Female Sex Surrogates 1 (2012)
- Female Sex Surrogates 2 (2012)
- Filthy Family 6 (2012)
- Filthy Family 8 (2012)
- Foot Fetish Daily 11 (2012)
- Friends And Family 3 (2012)
- Fuck My Mom and Me 17 (2012)
- Gaga For Gang Bangs (2012)
- Hollywood Party Girls (2012)
- I Got It Going On (2012)
- I Love a Bitch in Uniform (2012)
- In Her Head (2012)
- Justice League Of Pornstar Heroes XXX: Animated Cartoon Edition (2012)
- Karate Kid XXX: A DreamZone Parody (2012)
- Kayden's Greatest Hits (2012)
- King Of Queens XXX And Other XXX Parodies (2012)
- Latex Moms (2012)
- Misty Stone Superstar (2012)
- More Cola Please (2012)
- Mothers and Daughters (2012)
- Mother's Love (2012)
- Mother's Love 2 (2012)
- My Haunted House (2012)
- My Stepdaughter Tossed My Salad 6 (2012)
- Neighbors 2 (2012)
- Nice Shoes Wanna Fuck (2012)
- Not the Three Stooges XXX (2012)
- Office Seductions 4 (2012)
- OMG... It's the Ghost XXX Parody (2012)
- Pee-Wee's XXX Adventure: A Porn Parody (2012)
- Porn Parodies (2012)
- Pornstars Punishment 5 (2012)
- Possessed by Sexxx (2012)
- Psychotherapist (2012)
- Sailor Poon: A XXX Interactive Parody (2012)
- Sasha Grey and Friends (2012)
- Shades of Kink (2012)
- Shared Wives (2012)
- She Can Take All 13 Inches (2012)
- Six in Me 2 (2012)
- Stepmother 6 (2012)
- Stepmother 7 (2012)
- Super Porn (2012)
- Superstar Gang Bangs (2012)
- Sweet and Natural (2012)
- Teacher Seductions: Teacher's Pet (2012)
- Teacher Seductions: The Teacher And The Bad Boy (2012)
- Teen Eye Candy 1 (2012)
- Teen Eye Candy 3 (2012)
- Teen Gang Bangs (2012)
- Teen Glory Holes (2012)
- Teen Sex Dolls (2012)
- This Ain't Jaws XXX (2012)
- This Ain't the Smurfs XXX (2012)
- Thor XXX: An Extreme Comixxx Parody (2012)
- Tomb Raider XXX (2012)
- Totally Stacked 4 (2012)
- Two Chicks Get Creampied by One Guy (2012)
- Vags with Badges (2012)
- Valley (2012)
- We're Addicted to Anal (2012)
- Wife Switch 15 (2012)
- Wives Club (2012)
- XXXplosion: Teen Destruction (2012)
- Your Mom Tossed My Salad 9 (2012)
- 69 Scenes: Brunettes vs Blondes (2013)
- Adventures in Eden (2013)
- All Star Celebrity XXX: Amy Fisher (2013)
- Anals of Parody (2013)
- Asa Akira's Massage Fantasies 5 (2013)
- Babysitter Diaries 10 (2013)
- Bailey Blue is... the Animal (2013)
- Barefoot Confidential 75 (2013)
- Barefoot Confidential 76 (2013)
- Barefoot Confidential 77 (2013)
- Barefoot Confidential 78 (2013)
- Barely Legal 135 (2013)
- Best of Phoenix Marie (2013)
- Big Bodacious Knockers 10 (2013)
- Big Boob Splashdown (2013)
- Big Boobs In Uniform (2013)
- Bound By Desire 1: A Leap of Faith (2013)
- Bound By Desire 2: Collared and Kept Well (2013)
- Busty Beauties: Big Tit Buffet (2013)
- Clerks XXX: A Porn Parody (2013)
- Co-Ed Sluts Need Cock (2013)
- Corrupt Schoolgirls 4 (2013)
- Couples Seeking Teens 11 (2013)
- Daddy's Girls (2013)
- Devil's Gang Bang: Lisa Ann Vs. Chanel Preston (2013)
- Escort (2013)
- Falling Out (2013)
- Father Figure 4 (2013)
- Filthy Family 9 (2013)
- Flynt Vault: Madison Ivy (2013)
- Foot Fetish Daily 12 (2013)
- Fuck My Mom and Me 19 (2013)
- General Goes All In (2013)
- Hotel No Tell (2013)
- Illicit Affairs (2013)
- Immoral Proposal (2013)
- It's An Asian Thing (2013)
- Laverne and Shirley XXX: A DreamZone Parody (2013)
- Little Spermaid: A DreamZone XXX Parody (2013)
- Lone Ranger XXX: An Extreme Comixxx Parody (2013)
- Masseuse (2013)
- Masseuse 4 (2013)
- Masseuse 5 (2013)
- Mean Cuckold 2 (2013)
- Mean Cuckold 3 (2013)
- Mounds Of Joy 6 (2013)
- My Daughter's Boyfriend 8 (2013)
- My Daughter's Boyfriend 9 (2013)
- My Stepdaughter Tossed My Salad 9 (2013)
- Naughty Bookworms 31 (2013)
- Naughty Bookworms 34 (2013)
- OMG... It's the Dirty Dancing XXX Parody (2013)
- OMG... It's The Duck Dynasty XXX Parody (2013)
- OMG... It's the Leaving Las Vegas Parody (2013)
- OMG... It's the Spice Girls XXX Parody (2013)
- Relax He's My Stepdad 5 (2013)
- Riley Goes Gonzo (2013)
- Secrets of Sex Island (2013)
- Sexually Explicit 2 (2013)
- Snooty Booty (2013)
- Southern Hospitality (2013)
- Spread (2013)
- Super Suckers Of Porn (2013)
- This Ain't Star Trek XXX 3 (2013)
- Tristan Taormino's Expert Guide To Kinky Sex For Couples (2013)
- Vivid's Award Winners: Best Gangbang (2013)
- Vivid's Award Winners: Best Orgy Sex Scene (2013)
- Wolverine XXX: A Porn Parody (2013)
- Wonder Woman XXX: An Axel Braun Parody (2013)
- XXX Adventures of Hawkman and Hawkgirl: An Extreme Comixxx Parody (2013)
- Yum Yum Dim Sum (2013)
- 456 Hardcore Sluts (2014)
- 69 Scenes: Anal Anal Anal (2014)
- After School Program (2014)
- AMK Petite Hardcore 2 (2014)
- Asians, Asians, Asians (2014)
- Attention Whores (2014)
- Austin Powers XXX: A Porn Parody (2014)
- Babysitter Diaries 13 (2014)
- Barefoot Confidential 81 (2014)
- Barely Legal 141 (2014)
- Best in XXX (2014)
- Big Tit Fantasies 2 (2014)
- Bored Housewives 5 (2014)
- Busty Beauties: Boats N' Ho's (2014)

### Regista
- Fetish Nation (2001)
- 5th Horseman (2002)
- Touched for the First Time (2002)
- Not Rated Pro Wrestling 3: Battle In Bakersfield (2008)
- Sex Crimes (2010)
- This Ain't American Chopper XXX (2011)
- TSA: Your Ass Is in Our Hands (2011)
- I Love a Bitch in Uniform (2012)